# Kima variabilis
Kima variabilis là một loài nhện trong họ Salticidae.
Loài này thuộc chi Kima. Kima variabilis được Elizabeth Maria Gifford Peckham & George William Peckham miêu tả năm 1903.